# Brachythecium pseudouematsui
Brachythecium pseudouematsui är en bladmossart som beskrevs av Noguchi 1991. Brachythecium pseudouematsui ingår i släktet gräsmossor, och familjen Brachytheciaceae. Inga underarter finns listade i Catalogue of Life.